# Ligia Macovei
Ligia  Macovei (n. 1916 – d. 1998, București) a fost o graficiană, pictoriță și colecționară de artă. Ligia Macovei a fost deputat în Marea Adunare Națională în sesiunea 1952 -1957. Ligia Macovei a fost căsătorită din 1939 cu demnitarul comunist Pompiliu Macovei.
A frecventat între 1934-1939 cursurile secției de artă decorativă la Școala de Belle-Arte din București, având printre profesori pe Cecilia Cuțescu Storck, J.Al. Steriadi, Corneliu Medrea și arh. Horia Teodoru.
A fost consilier cultural pe lângă misiunile diplomatice din Franța în perioada 1958-1959 și 1972-1975. A avut expoziții personale la Veneția (1942), București (1961, 1967, 1971), Roma (1961), Cluj-Napoca (1967), Viena (1965), Praga, Budapesta, Teheran (1969), Florența (1970).
A realizat ilustrații de carte ("Poezii" de Eminescu, "Poezii" de Quasimodo, "Poezii" de Tudor Arghezi). Interpretarea sa este sensibilă cu un desen fluid și delicat, înclinări expresioniste în pictură, uneori cu accente satirice. Ligia Macovei a fost o artistă emerită.

## Distincții
- Medalia „A cincea aniversare a Republicii Populare Române” (24 decembrie 1952) „pentru lupta și munca duse în vederea făuririi, consolidării și prosperării Republicii Populare Române”[10]
- titlul de Artist Emerit al Republicii Populare Romîne (26 august 1954) „pentru merite excepționale în domeniul dezvoltării artei”[11]
- Ordinul „23 August” clasa a IV-a (12 august 1959) „pentru activitate rodnică în dezvoltarea științei și culturii din Republica Populară Romînă”[12]
- Ordinul „Meritul Cultural” clasa a II-a (26 septembrie 1966) „pentru merite deosebite în activitatea literară, artistică și de răspîndire a culturii naționale, cu prilejul Centenarului Academiei Republicii Socialiste România”[13]
- Ordinul Steaua Republicii Socialiste România clasa a III-a (20 aprilie 1971) „pentru merite deosebite în opera de construire a socialismului, cu prilejul aniversării a 50 de ani de la constituirea Partidului Comunist Român”[14]